# Drago Jančar
Drago Jančar (Eslovènia, 1948) és un escriptor i assagista eslovè. Llicenciat a l'Escola Superior de Dret de la Universitat de Maribor. Va ser director general de la revista estudiantil Katedra i periodista del diari de Maribor Večer. Es trasllada a Ljubljana (1978) i comença a treballar com a dramaturg per a la productora eslovena de cine Viba. L'any 1981 va ser editor i secretari general de l'editorial de l'Associació per als emigrants eslovens Slovenska Matica. Entre 1987 i 1991 va ser president del Centre PEN eslovè.
La seva producció literària inclou les novel·les Petintrideset stopinj  ("Trenta-cinc graus", 1974), Galjot ("Galiot", 1978), Severni sij ("Aurora boreal", 1984), El deseo burlón (1993), Zvenenje v glavi ("El retrunyiment al cap", 1998) i Katarina, pau in jezuit (2000), publicada en català com a Katarina, el paó i el jesuïta, a més de sis llibres que recullen les seves narracions curtes, com Pogled angela (1992), ja publicat com a La mirada de l'àngel.
Ha obtingut nombrosos premis nacionals i internacionals, entre els quals destaquen el premi teatral de l'antiga Iugoslàvia (Sterijno pozorje, 1982 i 1985), el premi nacional de literatura eslovena (Prešernova nagrada, 1993), el premi europeu de prosa breu (Arensberg, Alemanya, 1994) i el premi Herder (2003).